# Adelino Teixeira (Radsportler)
Adelino Teixeira (* 21. März 1954 in Aguada de Cima) ist ein ehemaliger portugiesischer Radrennfahrer.

## Sportliche Laufbahn
Teixeira war Straßenradsportler. 1977 gewann er die Portugal-Rundfahrt mit zwei Etappensiegen und dem Sieg in der Bergwertung. Er wurde Zweiter in der Algarve-Rundfahrt hinter Belmiro Silva und gewann auch hier die Bergwertung. 1978 und 1979 kam er in der Algarve-Rundfahrt auf den dritten Rang, 1981 wurde er Zweiter, erneut hinter Belmiro Silva. 1983 gewann er dieses Etappenrennen, er holte einen Etappensieg. Das Etappenrennen Grande Prémio Jornal de Notícias sah ihn 1983 als Sieger. 
1983 holte er einen Etappensieg im Troféu Joaquim Agostinho. Die Internationale Friedensfahrt bestritt er zweimal. 1979 wurde er 38. und 1981 41. der Gesamtwertung. 1985 war er in der Volta ao Alentejo erfolgreich. Bei den nationalen Meisterschaften im Straßenrennen konnte er 1985 hinter Marco Chagas Zweiter werden. Sein letzter Erfolg als Radprofi war ein Etappensieg im Grande Prémio Juntas de Freguesia de Setúbal 1988.
Von 1985 bis 1988 fuhr er als Berufsfahrer. Die Vuelta a España fuhr er zweimal. 1985 und 1987 schied er jeweils aus.